# Lý Tư
Lý Tư (chữ Hán: 李斯; 284 TCN  –  208 TCN) là nhà chính trị Trung Quốc cổ đại, làm đến chức thừa tướng dưới đời Tần Thủy Hoàng và Tần Nhị Thế. Ông là người có công lớn trong việc Tần Thủy Hoàng thống nhất chư hầu, đưa Trung Quốc trở thành một nước quân chủ tập quyền, thống nhất về văn tự, đo lường, tư tưởng.

## Xuất thân
Lý Tư là người đất Thượng Sái thuộc nước Sở. Ông sinh ra vào thời Chiến Quốc. Ông và Hàn Phi đều là học trò của Tuân Tử. Thời trẻ, Tư làm viên lại nhỏ ở quận, là thư ký quản lý văn thư của xã. Theo bộ Sử ký do thái sử đời Tây Hán Tư Mã Thiên biên soạn, Lý Tư bắt đầu nuôi ý chí làm chính trị khi ông nhìn thấy ở nơi ông làm việc, trong nhà xí có con chuột toàn ăn đồ ăn bẩn, rất sợ gặp người và chó; trái lại, con chuột ở nhà kho thì tha hồ ăn lúa, không sợ bị người và chó thấy. Lý Tư mới than: "Người ta hiền tài hay kém cỏi chẳng qua cũng như con chuột kia, đều là nhờ ở hoàn cảnh đấy thôi".
Sau đó, Lý Tư đến Tam Lăng (ngày nay là thị trấn Tam Lăng, huyện Thương Sơn, tỉnh Sơn Đông, Trung Quốc) theo học Tuân Tử. Tuân Tử là một thầy giáo Nho học, trong sử sách còn gọi ông là Tuân Khanh, hoặc Tôn Khanh, Tuân Huống. Đến khi thành tài, Tư nhận thấy mình có theo vua Sở cũng không làm nên sự nghiệp gì, mà sáu nước đều yếu không có nước nào có thể giúp để lập công danh, chỉ có Tần cường thịnh nhất, nên Tư sang Tần. Tài năng của Lý Tư có nhiều mặt, không những về chính trị mà về văn học nghệ thuật ông cũng có tài hoa nhất định. Lỗ Tấn đã từng khen rằng "Văn chương đời Tần chỉ có mỗi mình Lý Tư". Về tính cách, Lý Tư có một chút tự phụ, đó là do người ta dựa vào "Tấm đá khắc chữ trên đài lang Nha" đời Tần có nét bút viết của ông:"Sau khi ta chết khoảng 530 năm có người nào thay được ta". Nhưng làm chính trị mới là niềm đam mê thực sự của ông.

## Lập sự nghiệp
Vào năm 247 TCN, khi đến nước Tần, gặp lúc Tần Trang Tương vương chết, Lý Tư bèn cầu xin làm môn hạ của Văn Tín Hầu Lã Bất Vi, thừa tướng nước Tần. Bất Vi cho là người hiền dùng làm quan "Lang". Lý Tư nhờ vậy có cơ hội du thuyết, Tần vương Chính cho Tư làm trưởng sử, rồi khách khanh. Trong số 3000 người "khách" của Lã Bất Vi, Lý Tư nhanh chóng trở thành người nổi trội nhất.
Nhưng lúc Lý Tư đang thuận buồm xuôi gió trên con đường làm quan thì nước Tần có manh nha nguy cơ chính trị "trục khách" nghiêm trọng. Năm 246 TCN, nước Hàn do không chống nổi sự tiến công của nước Tần, nên đã lập kế phái "thủy công" (chuyên gia thủy lợi) Trịnh Quốc đến Tần. Trịnh Quốc đến để can vua Tần đừng đào sông tưới ruộng, sau đó việc vỡ lở, các tôn thất và các quan đại thần khuyên Tần vương đuổi tất cả những người khách đi. Lý Tư cũng ở trong số khách bị đuổi. Tư trổ tài thuyết khách, khiến vua Tần bỏ lệnh đuổi khách, cho Tư làm quan như cũ. Đây là "phong trào trục khách" lần thứ nhất. Lúc này Lý Tư còn trẻ, mới bước vào đời, chức quan chưa cao, chưa có địa vị chính trị. Việc "trục khách" lần này đối với Lý Tư chỉ là chấn động nhỏ, lắng xuống rất nhanh. Nhưng lần "trục khách" thứ hai không giống như thế.
Vào năm thứ 9 triều đại Doanh Chính, Tần Vương đã hạ lệnh bãi chức Lã Bất Vi và giam giữ tại Hà Nam. Đại thần, tôn thất nhà Tần thừa cơ nhắc lại chuyện cũ, yêu cầu "trục khách". Vua Tần chính thức ban bố lệnh rà soát cả nước và Lý Tư lúc bấy giờ cũng là một đối tượng quan trọng bị trục xuất. Ông đã viết thư trình lên vua Tần, đó là "Gián trục khách thư". Về nghệ thuật mà nói, bài văn này có thể đại diện cho các tác phẩm ưu tú của văn chương đời Tần. Lúc bấy giờ, Tần vương Chính còn tỉnh táo, đọc xong thư của Lý Tư tỉnh ngộ, lập tức bỏ lệnh "trục khách", cử người đuổi theo Lý Tư, mời ông quay lại.
Thời gian biến đổi, khi Lý Tư nắm được quyền thế trong tay, lại có thay đổi về nhân cách, luôn chạy theo tư lợi. Một khi tài năng và học vấn của người khác có thể uy hiếp ông ta thì dù nhân tài nào đi nữa, ông đều không cộng tác, dùng nhiều âm mưu quỷ kế để cho kẻ khác nhanh chóng bị tiêu diệt. Tuy Hàn Phi là người bạn học cũ của ông, do Hàn Phi sau này được là người tâm phúc bên cạnh vua Tần, nên đã bị Lý Tư hãm hại. Đây là bi kịch lịch sử của thời đại.

## Thừa tướng nhà Tần
Tư làm quan đến đình úy. Được hơn 20 năm, nước Tần thôn tính hết các nước chư hầu, thống nhất Trung Quốc. Tần vương Chính trở thành hoàng đế, phong Lý Tư làm thừa tướng. Nhà Tần san phẳng thành quách chư hầu, sai các quận, huyện nấu chảy khí giới, ý nói không dùng đến nữa. Nghe theo ý của Lý Tư, Tần Thủy Hoàng không phong đất cho ai dù chỉ thước, không lập tôn thất làm vương, công thần làm chư hầu để tránh lặp lại chuyện các nước đánh nhau.
Năm trị vì thứ 34 của Tần Thủy Hoàng (213 TCN), nhà vua mở tiệc rượu ở Hàm Dương. Nhóm sĩ phu Chu Thanh Thần làm chức bộc xạ hết lời ca ngợi công trạng, đức độ của Thủy Hoàng; người nước Tề là Thuần Vu Việt tiến ra can:
"Thần nghe: nhà Ân, nhà Chu làm vua hơn nghìn năm, phong các con em, các công thần để cho họ làm phên dậu giúp đỡ mình. Nay bệ hạ giầu có bốn biển nhưng con em vẫn là kẻ thất phu; nếu đột nhiên xảy ra việc như bọn Điền Thường hay bọn lục khanh thì không ai giúp đỡ, làm sao có thể cứu nhau được. Trong công việc không bắt chước đời xưa mà có thể lâu dài là điều chưa hề nghe nói. Nay bọn Thanh Thần lại xiểm nịnh bệ hạ để làm cho điều sai lầm của bệ hạ thêm nặng, như vậy không phải là kẻ trung thần".
Thủy Hoàng bèn hỏi ý Lý Tư; Lý Tư lập tức bác bỏ lời bàn của Thuần Vu Việt và dâng thư:
| “       | Ngày xưa thiên hạ rối loạn và phân tán, không ai thống nhất được. Do đó chư hầu tranh nhau; khi nói, mọi người đều đem chuyện đời xưa làm hại việc nay bày đặt nói những lời nói suông để làm loạn việc thực. Mọi người đều lấy cái học riêng của mình để chê bai những điều nhà vua làm. Nhưng nay hoàng đế đã thâu tóm cả thiên hạ, phân biệt trắng đen mà định ra điều duy nhất được tôn trọng. Trái lại, những kẻ học theo cái học riêng của mình cùng nhau chê cười pháp luật rồi đem dạy cho người ta. Khi nghe lệnh ban xuống tức thì họ đều lấy cái học riêng của mình để bàn tán. Khi vào triều thì trong bụng chê bai. Ra ngoài đường thì xúm bàn trong ngõ, chê vua để lấy tiếng, làm khác người để tỏ là cao, bày cho kẻ dưới phỉ báng. Nếu cứ như thế mà không cấm thì ở trên uy thế của nhà vua sẽ bị giảm sút; ở dưới các bè đảng sẽ nổi lên. Nên cấm là hơn. Thần xin tâu: ai có sách văn học, Kinh thi, Kinh thư sách vở của trăm nhà thì đều hủy bỏ đi. Lệnh này ban ra ba mươi ngày mà ai không hủy bỏ thì khắc vào mặt đày đi giữ thành. Những sách không hủy bỏ là sách thuốc, sách bói, sách trồng cây. Người nào muốn học thì phải lấy kẻ lại làm thầy. | ” |
| — Lý Tư | |   |

Tần Thủy Hoàng nghe theo Lý Tư, bèn tịch thu hết các sách Kinh thi, Kinh thư, sách của bách gia, chỉ để lại sách thuốc, sách bói, sách trồng cây, tránh chuyện dùng việc xưa để xét đời nay. Lý Tư cũng giúp nhà vua chế định luật pháp, thống nhất văn tự, đo lường, xây dựng các ly cung và biệt quán trong cả nước, đánh dẹp Hung Nô. Thủy Hoàng lấy con trưởng của Tư là Lý Do làm thái thú Tam Xuyên; các con trai của Tư đều được lấy công chúa nhà Tần, con gái thì lấy công tử nhà Tần. Theo Sử ký Tư Mã Thiên, khoảng năm thứ 35 đời Tần Thủy Hoàng, Lý Tư cùng con là Lý Do mở tiệc rượu ở Hàm Dương. Khi thấy vô số quan viên kéo nhau tới chúc tụng, Lý Tư đã cảm nhận trước được sự sự suy vong của mình. Ông nói:
"Than ôi! Ta nghe Tân Khanh nói: "Sự vật không nên đi đến chỗ quá thịnh. Tư này là kẻ áo vải đất Thượng Sái, một tên đầu đen ở nơi làng xóm, nhà vua không biết ta hèn kém, cất nhắc lên đến thế này. Nay ta ở địa vị bầy tôi không thua kém ai, có thể nói là giầu sang cùng cực rồi vậy. Phàm sự vật đến cùng cực rồi thì sẽ suy, ta chưa biết sau này kết cục ra sao."
Tháng 10 năm thứ 37 đời Thủy Hoàng (210 TCN), vua Tần Thủy Hoàng đi chơi Cối Kê, dọc bờ biển, phía Bắc đến Lang Gia. Đi theo có thừa tướng Lý Tư và trung xa phủ lệnh kiêm chức giữ phù, ấn nhà vua là Triệu Cao, một hoạn quan và con nhỏ của Thủy Hoàng là Hồ Hợi. Thủy Hoàng có hơn hai mươi người con. Con cả là Phù Tô vì mấy lần can thẳng nên Thủy Hoàng sai coi binh ở Thượng Quận, cùng Mông Điềm làm tướng ở đấy.

## Cái chết
Tháng 7 năm ấy, Thủy Hoàng đến Sa Khâu bị bệnh nặng, sai Triệu Cao viết một bức thư gửi cho công tử Phù Tô nói: "Giao binh cho Mông Điềm, mau về lo việc tang đưa về Hàm Dương để chôn". Bức thư đã dán rồi nhưng chưa trao cho sứ giả thì Thủy Hoàng mất. Thư và ấn đều ở chỗ Triệu Cao. Chỉ Hồ Hợi, Lý Tư, Triệu Cao và năm sáu viên hoạn quan được nhà vua yêu biết là Thủy Hoàng đã chết, còn quần thần không ai biết. Lý Tư cho là vua mất ở ngoài, không có thái tử chân chính, nên giấu kín việc ấy. Sai đặt Thủy Hoàng trong cái xe mát, trăm quan vẫn tâu trình, việc dâng đồ ăn như mọi ngày. Một viên hoạn quan ngồi trong xe chuẩn y lời tâu. Triệu Cao nhân đấy giữ lại bức thư gửi cho Phù Tô thuyết phục Hồ Hợi và Lý Tư bỏ Phù Tô, lập Hồ Hợi làm hoàng đế. Hồ Hợi và Lý Tư nghe theo, lập ra di chúc giả. Triệu Cao giả một bức thư gửi cho Phù Tô. Phù Tô nhận thư tưởng Thủy Hoàng trách tội nên tự vẫn.
Hồ Hợi lên nối nghiệp, tức là Nhị Thế Hoàng Đế. Tháng 9, chôn Thủy Hoàng ở Ly Sơn, cùng tất của những người trong hậu cung Tần Thủy Hoàng. Nhị Thế giết bọn đại thần Mông Nghị, mười hai công tử bị giết chết phơi thây ở chợ Hàm Dương, mười công chúa bị xé xác ở đất Đỗ, của cải của họ bị đưa vào kho vua, những người liên can bị tội không kể xiết.
Nhị Thế bạo ngược, đắm chìm trong tửu sắc, Trần Thắng, Ngô Quảng ở nước Sở nổi dậy, tự xưng vương chống lại, đánh đến Hồng Môn rồi rút lui. Lý Tư mấy lần can ngăn nhưng Nhị Thế không nghe. Lại thêm con cả của Lý Tư là Lý Do làm thái thú Tam Xuyên, bị quân Sở dưới quyền Ngô Quảng và sau đó là Hạng Vũ và Lưu Bang vây hãm, chiếm đất không dám ra chống cự, cũng bị Triệu Cao tìm cớ lập án. Lý Tư lúc bấy giờ chỉ lo bảo vệ quyền lợi bổng lộc, đành khoanh tay và nịnh bợ vua để được chú ý, nên đã dâng nhiều tờ trình, văn bản tán dương vua như: "Nghiêm đốc trách thư", "Hiền minh tri chủ", "Độc chế thiên hạ nhi vô sở chế". Nghe theo lời Lý Tư, Nhị Thế thi hành "đốc trách", sử dụng hình phạt nặng nề.
Triệu Cao làm lang trung lệnh, tiếm quyền Nhị Thế nhưng chưa diệt được Lý Tư nên lòng vẫn chưa yên. Cao vu cho Lý Tư làm phản. Lý Tư và con trai phải chịu phạt cực hình gọi là "ngũ hình" mà ông là người đặt ra và ba họ cùng bị giết, bêu đầu tại cổng thành. Đó là năm 208 TCN, khi ông khoảng hơn 60 tuổi.
Một năm sau khi Lý Tư chết, Triệu Cao ép Nhị Thế tự vẫn. Tần Tử Anh lên ngôi, giết Triệu Cao, rồi Lưu Bang tiến quân vào Tần, bắt Tử Anh, về sau Tử Anh lại bị Hạng Vũ giết. Nhà Tần diệt vong.

## Nhận xét
Thái sử thời Tây Hán Tư Mã Thiên bàn về Lý Tư trong bộ Sử ký;
| “             | Lý Tư xuất thân là kẻ áo vải nơi làng xóm, đi khắp các nước chư hầu, vào thờ Tần, nhân cơ hội các nước có chỗ hở có thể lợi dụng, nên giúp Thủy Hoàng làm nên nghiệp đế. Tư làm tam công, có thể gọi là địa vị cao và được trọng dụng. Tư biết đạo của lục kinh nhưng không lo làm cho chính sự được sáng suốt để bổ cứu những thiếu sót của nhà vua; trái lại lo giữ tước cao, lộc hậu, a dua cẩu hợp, làm cho uy thêm nghiêm, hình phạt thêm tàn khốc, nghe theo lời tà thuyết của Cao, bỏ con trưởng lập con thứ. Đến khi chư hầu đã làm phản rồi Tư mới muốn can ngăn thì chẳng phải muộn rồi sao? Người ta đều cho Tư tận trung mà bị ngũ hình chết, nhưng xét cho cùng thì không phải như lời thế tục thường bàn. Nếu không thế hoá ra công của Tư có thể sánh ngang với Chu Công, Thiệu Công vậy. | ” |
| — Tư Mã Thiên | |   |